# Perth Glory Football Club 2015-2016
Questa voce raccoglie le informazioni riguardanti il Perth Glory Football Club nelle competizioni ufficiali della stagione 2015-2016.

## Stagione
Nella stagione 2015-2016 il Perth Glory ha disputato la A-League, massima serie del campionato australiano di calcio, terminando il torneo al quinto posto con 43 punti conquistati in 27 giornate, frutto di 13 vittorie, 4 pareggi e 10 sconfitte. Grazie a questo piazzamento ha partecipato alla fase finale per l'assegnazione del titolo, venendo, però, subito eliminato al primo turno dal Melbourne City. In FFA Cup ha raggiunto la finale dove è stato sconfitto per 2-0 dal Melbourne Victory.

## Rosa
| N. |                      | Ruolo | Calciatore         |
| -- | -------------------- | ----- | ------------------ |
| 1  | Australia (bandiera) | P     | Ante Čović         |
| 2  | Australia (bandiera) | D     | Alex Grant         |
| 3  | Australia (bandiera) | D     | Marc Warren        |
| 4  | Australia (bandiera) | D     | Shane Lowry        |
| 5  | Australia (bandiera) | D     | Anthony Golec      |
| 6  | Australia (bandiera) | D     | Dino Đulbić        |
| 7  | Ungheria (bandiera)  | C     | György Sándor      |
| 8  | Australia (bandiera) | C     | Ruben Zadkovich    |
| 9  | Irlanda (bandiera)   | A     | Andy Keogh         |
| 10 | Serbia (bandiera)    | C     | Nebojša Marinković |
| 11 | Australia (bandiera) | A     | Richard García     |
| 12 | Australia (bandiera) | P     | Jerrad Tyson       |
| 13 | Australia (bandiera) | C     | Diogo Ferreira     |
| 14 | Australia (bandiera) | C     | Chris Harold       |

| N. |                          | Ruolo | Calciatore        |
| -- | ------------------------ | ----- | ----------------- |
| 15 | Australia (bandiera)     | C     | Hagi Gligor       |
| 16 | Brasile (bandiera)       | C     | Sidnei            |
| 17 | Spagna (bandiera)        | C     | Diego Castro      |
| 18 | Australia (bandiera)     | C     | Mitchell Oxborrow |
| 19 | Australia (bandiera)     | D     | Joshua Risdon     |
| 20 | Curaçao (bandiera)       | A     | Guyon Fernandez   |
| 21 | Australia (bandiera)     | A     | Kosta Petratos    |
| 23 | Australia (bandiera)     | D     | Michael Thwaite   |
| 23 | Ungheria (bandiera)      | C     | Krisztián Vadócz  |
| 24 | Nuova Zelanda (bandiera) | D     | Jamal Reiners     |
| 25 | Australia (bandiera)     | D     | Jacob Collard     |
| 29 | Australia (bandiera)     | D     | Aryn Williams     |
| 30 | Australia (bandiera)     | P     | Jordan Thurtell   |

## Statistiche

### Statistiche di squadra
| Competizione         | Punti | In casa | In casa | In casa | In casa | In casa | In casa | In trasferta | In trasferta | In trasferta | In trasferta | In trasferta | In trasferta | Totale | Totale | Totale | Totale | Totale | Totale | DR |
| Competizione         | Punti | G       | V       | N       | P       | Gf      | Gs      | G            | V            | N            | P            | Gf           | Gs           | G      | V      | N      | P      | Gf     | Gs     | DR |
| -------------------- | ----- | ------- | ------- | ------- | ------- | ------- | ------- | ------------ | ------------ | ------------ | ------------ | ------------ | ------------ | ------ | ------ | ------ | ------ | ------ | ------ | -- |
| A-League             | 43    | 13      | 8       | 3       | 2       | 30      | 18      | 14           | 5            | 1            | 8            | 19           | 24           | 27     | 13     | 4      | 10     | 49     | 42     | +7 |
| A-League fase finale | -     | -       | -       | -       | -       | -       | -       | 1            | 0            | 0            | 1            | 0            | 2            | 1      | 0      | 0      | 1      | 0      | 2      | -2 |
| FFA Cup              | -     | 2       | 1       | 1       | 0       | 4       | 2       | 2            | 1            | 1            | 0            | 3            | 2            | 5      | 2      | 2      | 1      | 7      | 6      | +1 |
| Totale               | -     | 15      | 9       | 4       | 2       | 34      | 20      | 17           | 6            | 2            | 9            | 22           | 28           | 33     | 15     | 6      | 12     | 56     | 50     | +6 |